# Forces terrestres israéliennes
Les Forces terrestres israéliennes (en hébreu : זרוע היבשה) constituent la composante terrestre des Forces de défense israéliennes (FDI). Créées en 1998 dans un souci de coordination, elles regroupent les différentes unités terrestres de Tsahal en remplacement du Mafchash. L'officier général commandant les FDI est subordonné au chef d'état-major général.  
Le ministre de la Défense David Ben-Gourion a officiellement créé les Forces de défense israéliennes le 26 mai 1948 en tant qu'armée de conscription formée à partir du groupe paramilitaire Haganah, incorporant les groupes de militants Irgoun et Lehi.
Les forces terrestres ont participé à toutes les opérations militaires majeures du pays, y compris la guerre israélo-arabe de 1948, la crise de Suez de 1956, la guerre des Six-Jours de 1967, la guerre du Kippour de 1973, l'opération Entebbe de 1976, la guerre du Liban de 1982, la première Intifada de 1987 à 1993, la deuxième Intifada de 2000 à 2005, la guerre du Liban de 2006 et la guerre de Gaza (2008-09). Alors qu'à l'origine, les FDI opéraient sur trois fronts - contre le Liban et la Syrie au nord, la Jordanie et l'Irak à l'est, et l'Égypte au sud - après le traité de paix israélo-égyptien de 1979, elles se sont concentrées sur le sud du Liban et les territoires palestiniens, notamment lors de la première et de la deuxième Intifada.
Les forces terrestres utilisent plusieurs technologies développées en Israël, comme le char de combat principal Merkava, le véhicule blindé de transport de troupes Achzarit, le système de défense antimissile Iron Dome, le système de protection active Trophy pour les véhicules, et les fusils d'assaut Galil et Tavor. Le pistolet-mitrailleur Uzi a été inventé en Israël et utilisé par les forces terrestres jusqu'en décembre 2003, mettant fin à un service commencé en 1954. Depuis 1967, les FDI entretiennent des relations militaires étroites avec les États-Unis, y compris une coopération en matière de développement, comme pour le système de défense laser THEL et le système de défense antimissile Arrow.

## Unités et structure

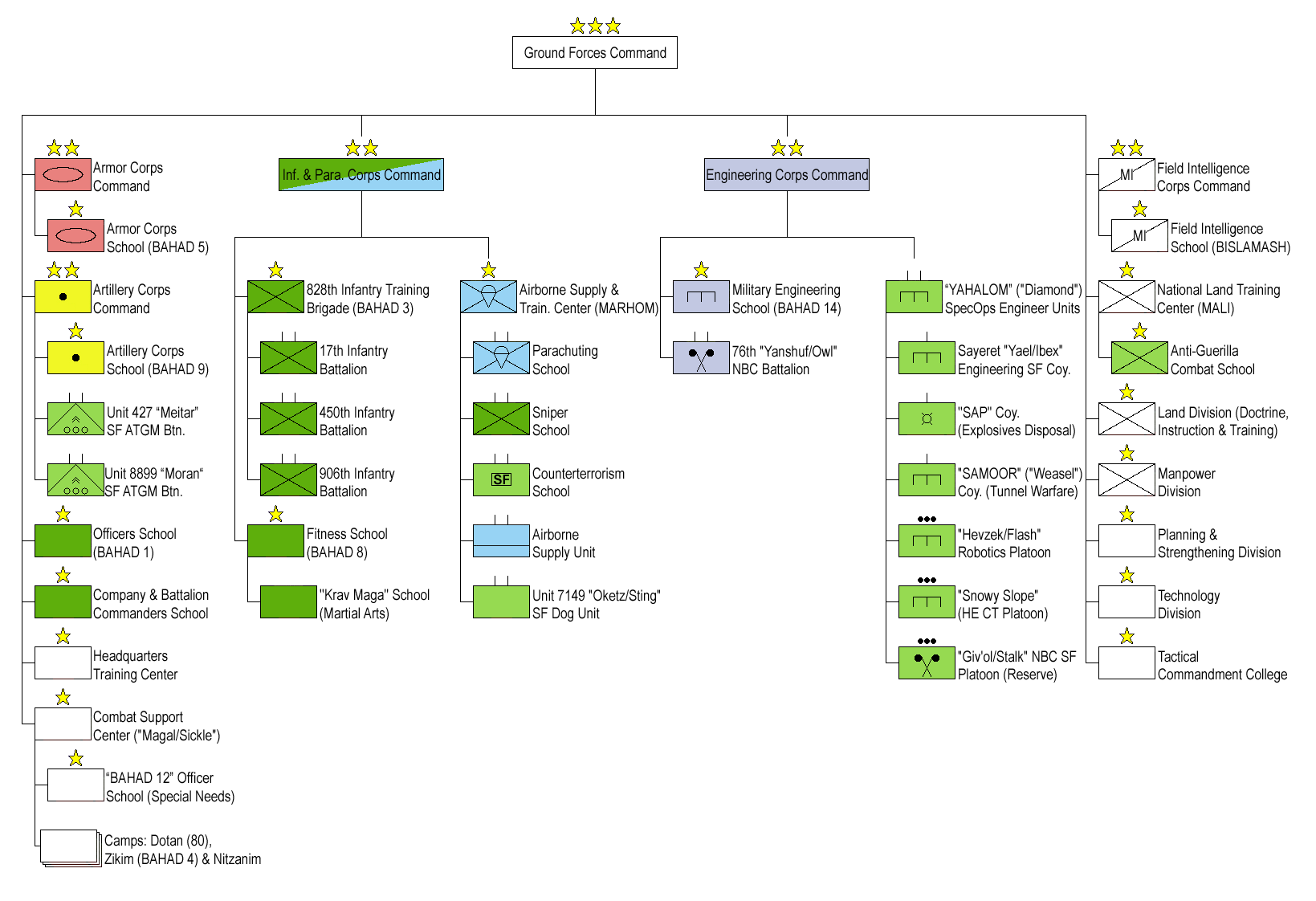
Structure des forces terrestres israéliennes

Mazi comprend cinq corps, présents sur le terrain :
- Le corps d'infanterie ((he) חיל הרגלים)
- Le corps blindé mécanisé ((he) חיל השריון)
- Le corps d'artillerie ((he) חיל התותחנים)
- Le corps du génie militaire ((he) חיל ההנדסה הקרבית)
- Le corps de collecte de renseignements ((he) חיל האיסוף הקרבי)

Mazi comprend également quatre divisions de soutien :
- Division de télégestion (budget et planification) ((he) חטיבת התכנון)
- Division terrestre (instruction et doctrine) ((he) חטיבת יבשה)
- Division des ressources humaines ((he) חטיבת כוח-אדם)
- Division technologique et logistique (matériel, recherche et développement et acquisitions militaires) ((he) חטיבת הטכנולוגיה)

## Commandants du Mafchash et de Mazi
| Prise de fonction | Remise de fonction | Nom            |
| ----------------- | ------------------ | -------------- |
| 1983              | 1985               | Dan Shomron    |
| 1985              | 1986               | Amir Drori     |
| 1986              | 1991               | Uri Sagi       |
| 1991              | 1994               | Emanuel Sakel  |
| 1994              | 1996               | Ze'ev Sakel    |
| 1996              | 1998               | Amos Malka     |
| 1998              | 2001               | Mshe Skonik    |
| 2001              | 2005               | Yitha Ron-Tal  |
| 2005              | 20 décembre 2007   | Benjamin Gantz |
| 20 décembre 2007  | 2009               | Avi Mizrahi    |
| 2009              | 2013               | Sami Turgeman  |
| 2013              |                    | Guz Tzur       |

## Organisation

Le Major Général Ariel Sharon (à gauche), pendant la bataille d'Abu-Ageila, en juin 1967.

Les FDI constituent une force militaire intégrée, sans branche terrestre distincte de 1948 à 1998, date à laquelle les forces terrestres ont été officiellement placées sous un commandement unique désormais connu sous le nom de GOC Army Headquarters (en hébreu : מפקדת זרוע היבשה, Mifkedet Zro'a HaYabasha, en abrégé Mazi). Cependant, les forces terrestres ne sont pas encore une branche officielle de Tsahal, au même titre que l'armée de l'air et la marine israéliennes.

### Corps d'infanterie
- 1re brigade Golani
- 35e brigade de parachutistes
- 933e brigade Nahal
- 89e brigade de commandos
- 900e brigade Kfir
- 84e brigade Guivati
- 2e brigade d'infanterie « Carmeli » (réserve)
- 3e brigade d'infanterie « Alexandroni » (réserve)
- 5e brigade d'infanterie « Sharon » (réserve)
- 6e brigade d'infanterie « Etzioni » (réserve)
- 9e brigade d'infanterie « Oded » (réserve)
- 11e brigade d'infanterie « Yiftah » (réserve)
- 12e brigade d'infanterie du Néguev (réserve)
- 16e brigade d'infanterie de Jérusalem (réserve)
- 55e brigade de parachutistes « Hod Ha-Hanit » (réserve)
- 226e brigade de parachutistes (réserve)
- 228e brigade d'infanterie (réserve)
- 551e brigade de parachutistes « Hetzei Ha-Esh » (réserve)
- 646e brigade de parachutistes « Sky Fox » (réserve)

### Corps blindé mécanisé
- 7e brigade blindée « Sa'ar »
- 188e brigade blindée « Barak »
- 401e brigade blindée « Ikvot HaBarzel »
- 460e brigade blindée « Sons of Light »
- 4e brigade blindée « Kiryati » (reserve)
- 8e brigade blindée (réserve)
- 10e brigade blindée « Harel » (réserve)
- 14e brigade blindée « Machatz » (réserve)
- 37e brigade blindée « Ram » (réserve)
- 205e brigade blindée « Iron Fist » (réserve)
- 263e brigade blindée « Chariots of Fire » (réserve)
- 679e brigade blindée « Yiftah » (réserve)
- 847e brigade blindée « Chariots of Steel » (réserve)

### Corps d'artillerie
- 214e régiment d'artillerie « Fronde de David »
- 215e régiment d'artillerie « Colonne de Feu »
- 282e régiment d'artillerie du Golan
- 209e régiment d'artillerie de Kadion (réserve)
- 213e régiment d'artillerie de la renaissance (réserve)
- 454e régiment d'artillerie de Tabor (réserve)
- 7338e régiment d'artillerie (réserve)
- 425e régiment d'entraînement d'artillerie « Fire Flame »
  - Corps du génie de combat
  - Corps de collecte de renseignements de combat

## Équipements

### Équipements lourds
Sauf indication contraire les chiffres sont de 2022.
| Type                                    | Modèle                  | Origine    | Actif          | Réserve | Remarques                                              | Photos |
| --------------------------------------- | ----------------------- | ---------- | -------------- | ------- | ------------------------------------------------------ | ------ |
| Char de combat                          |                         |            |                |         |                                                        |        |
| Char de combat principal                | Merkava MkIII           | Israël     | - 500          | ~ 700   |                                                        |        |
| Char de combat principal                | Merkava MkIV            | Israël     | ~ 400          | ~ 200   |                                                        |        |
| Véhicule blindé                         |                         |            |                |         |                                                        |        |
| Véhicule blindé de transport de troupes | Namer                   | Israël     | ~ 290          |         |                                                        |        |
| Véhicule blindé de transport de troupes | M113A1/2                | États-Unis | 500            | ~ 5000  |                                                        |        |
| Véhicule blindé de transport de troupes | Nagmachon               | Israël     | ~ 400          |         | Utilise le châssis du Centurion.                       |        |
| Véhicule blindé de transport de troupes | Nakpadon                | Israël     | Nombre inconnu |         |                                                        |        |
| Véhicule blindé de transport de troupes | Achzarit                | Israël     | - 300          | ~ 100   | Utilise le châssis du T-55.                            |        |
| Véhicule blindé de transport de troupes | Eitan                   | Israël     | Nombre inconnu |         |                                                        |        |
| Véhicule utilitaire blindé              | Ze’ev (en)              | Israël     | Nombre inconnu |         |                                                        |        |
| Véhicule de mobilité d’infanterie       | Otokar Akrep            | Turquie    | Nombre inconnu |         | [ 7 ]                                                  |        |
| Artillerie                              |                         |            |                |         |                                                        |        |
| Canon automoteur                        | M109A2/5                | États-Unis | 250            | 30      | 155 mm                                                 |        |
| Canon automoteur                        | M107 (en)               | États-Unis |                | 36      | 175 mm                                                 |        |
| Canon automoteur                        | M110                    | États-Unis |                | 36      | 203 mm                                                 |        |
| Canon tracté                            | M-46                    | États-Unis |                | 40      | 155 mm                                                 |        |
| Canon tracté                            | Soltam M-68 / M-71 (en) | Israël     |                | 50      | 155 mm                                                 |        |
| Canon tracté                            | M-839P/M-845P           | Israël     |                | 81      | 155 mm                                                 |        |
| Lance roquettes multiple                | M270 MLRS               | États-Unis | 30             | 18      | 227 mm                                                 |        |
| Lance roquettes multiple                | IMI Lynx (en)           | Israël     | Nombre inconnu |         | 306 mm                                                 |        |
| Lance roquettes multiple                | LAR-160 (en)            | Israël     |                | 50      | 160 mm                                                 |        |
| Lance roquettes multiple                | MAR-290 (en)            | Israël     |                | 20      | 290 mm                                                 |        |
| Défense aérienne                        |                         |            |                |         |                                                        |        |
| Canon antiaérien automatique automoteur | Machbet                 | Israël     | Nombre inconnu |         | 20 mm M61 Vulcan ; MANPADS : FIM-92 Stinger; 9K38 Igla |        |